# Francisco Bangoy International Airport

i8
i11
i13
Der Davao International Airport (Filipino Paliparang Pandaigdig ng Francisco Bangoy, IATA-Code: DVO, ICAO-Code: RPMD), auch bekannt als Flughafen Francisco Bangoy International, ist ein internationaler Flughafen auf Mindanao in den Philippinen. Er befindet sich in Davao City im Barangay Sasa.

## Geschichte

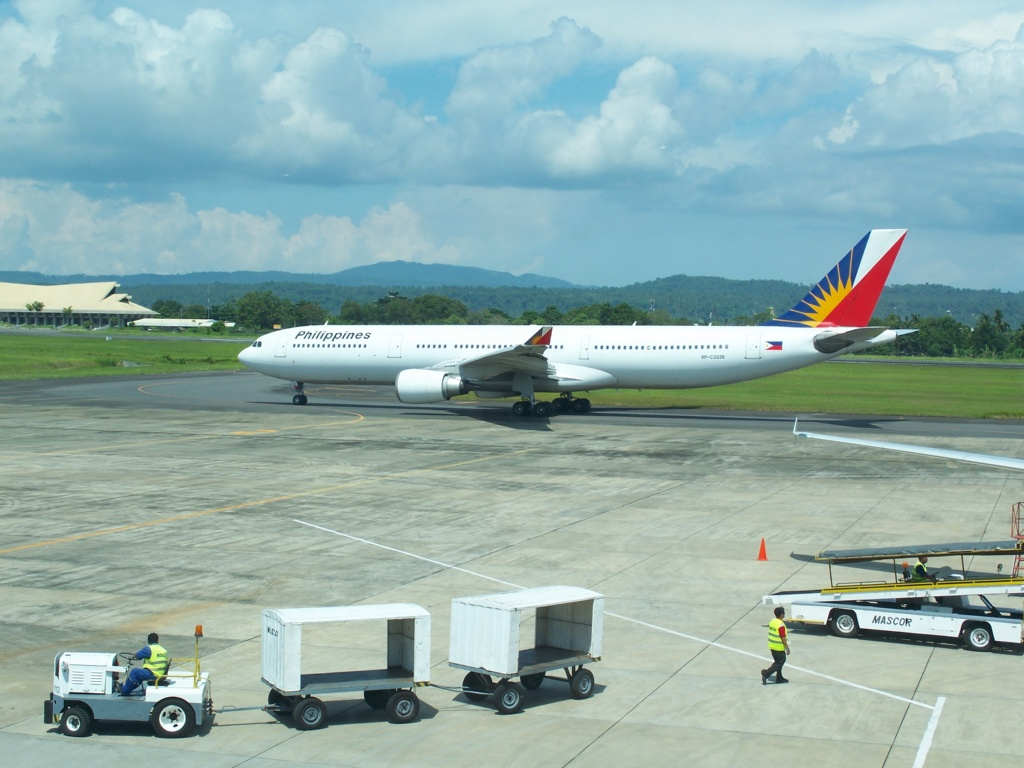
Airbus A330-301 der Philippine Airlines am Flughafen von Davao City, im Hintergrund links das alte Terminalgebäude

Die Anfänge des Flughafens gehen in die 1940er Jahre zurück. Das Grundstück, auf welchem der Flugbetrieb auf einer zunächst 1200 m langen Gras-Startbahn aufgenommen wurde, war eine Spende von Don Francisco Bangoy, dem Patriarchen einer einflussreichen in Davao City ansässigen Familie. Seinen Namen trägt der Flughafen bis heute. Nachdem zunächst einfache Hütten als Abfertigungsgebäude dienten, wurde 1980 ein erstes richtiges Terminal gebaut. Im Zuge dessen wurde auch die Startbahn auf die heutigen 3000 Meter verlängert und mit Asphalt befestigt. Damit wurden die Bedingungen geschaffen, dass der Flughafen auch mit großen Flugzeugen, wie etwa der Boeing 747 oder dem Airbus A330, angeflogen werden kann.
Schnelles Wachstum erforderte kurze Zeit später eine Erweiterung des Terminalgebäudes. Auch dieses stieß bald darauf an seine Grenzen und ein Neubau wurde notwendig, um ein weiteres Wachstum des Flughafens zu ermöglichen. Die Planungen dafür begannen Anfang der 1990er Jahre. 1994 lag die Genehmigung für einen Kredit der Asiatischen Entwicklungsbank vor, welche das Projekt zu gut einem Drittel finanzierte. Die Bauphase begann 1999 und im Dezember 2003 schließlich wurde ein neues, größeres Terminalgebäude auf der gegenüberliegenden Seite der Startbahn eröffnet. Für die Erweiterung und Modernisierung des Flughafens waren in der Planungsphase zunächst 105 Mio. US$ veranschlagt worden. Internationale Wechselkursschwankungen, die Finanzkrise in Asien sowie erforderliche Landzukäufe jedoch verteuerten das Projekt auf 128 Mio. US$. Dieses 2003 in Betrieb genommene Terminal ist das aktuelle, an welchem bis heute alle Flüge in Davao City abgefertigt werden. Nach dem Ausbau des Flughafens können dort pro Stunde bis zu 10 Flugzeuge landen.
Im Zuge der Modernisierung wurde die Flughafengebühr für nationale Flüge, von vormals 40 Pesos auf 200 Pesos angehoben und liegt seitdem auf demselben Niveau wie an den internationalen Flughäfen in Manila und Cebu. Diese Gebühr ist in der Regel vom Passagier in bar am Flughafen zu bezahlen. Lediglich bei Inlandsflügen von Cebu Pacific ist die Terminalgebühr bereits im Preis des Flugtickets enthalten.
Der Flughafen wird von der zivilen Luftfahrtbehörde der Philippinen CAAP betrieben. Am 30. August 2019 unterzeichnete Präsident Duterte ein Gesetz zur Gründung der Davao International Airport Authority (DIAA), eine dem Department of Transportation DOTr unterstellte neue Behörde, welche künftig den Francisco Bangoy International Airport betreiben soll.
Für das Jahr 2021 war zudem der Start eines 700 Millionen Pesos umfassenden Erweiterungsprojektes vorgesehen, im Zuge dessen unter anderem  die Erweiterung des Terminalgebäudes vorgesehen war, sowie die Anlage eines Rollweges parallel zur Start- und Landebahn. Aufgrund der COVID-19-Pandemie wurde dieses Vorhaben jedoch vorerst nicht umgesetzt. Erst im November 2024 verkündete das DOTr dann, dass für die erste Jahreshälfte 2025 eine beschränkte Ausschreibung geplant ist, um Angebote für ein umfassendes Projekt zu Modernisierung, Erweiterung und Betrieb des Davao International Airport einzuholen.

## Flughafeneinrichtungen
Der Davao International Airport verfügt über drei verschiedene Lounges in den Abflugbereichen Domestic und International.
Domestic:
- Mabuhay Business Lounge by Philippine Airlines (philippineairlines.com)
- PAGSS Premium Lounge (prioritypass.com)

International:
- PAGSS Premium Lounge prioritypass.com

## Fluggesellschaften und Ziele
| Fluggesellschaft                    | Destinationen                                                 |
| ----------------------------------- | ------------------------------------------------------------- |
| Cebu Pacific                        | Bacolod, Cebu, Clark, Manila, Singapur, Tagbilaran, Zamboanga |
| Cebu Pacific operated by Cebgo      | Siargao, Cebu, Cagayan de Oro, Iloilo                         |
| Philippine Airlines                 | Cebu, Iloilo, Manila, Tagbilaran                              |
| Philippines AirAsia                 | Cebu, Manila                                                  |
| Qatar Airways                       | Doha                                                          |
| Scoot                               | Singapur                                                      |
| Central Airlines China (nur Fracht) | Shenzhen                                                      |

Frühere Linienflugverbindungen von Wings Air und später Garuda Indonesia ins indonesische Manado sowie im Oktober 2014 kurzzeitig aufgenommene Charterflüge nach Indonesien durch Sriwijaya Air wurden wieder eingestellt.

## Statistik

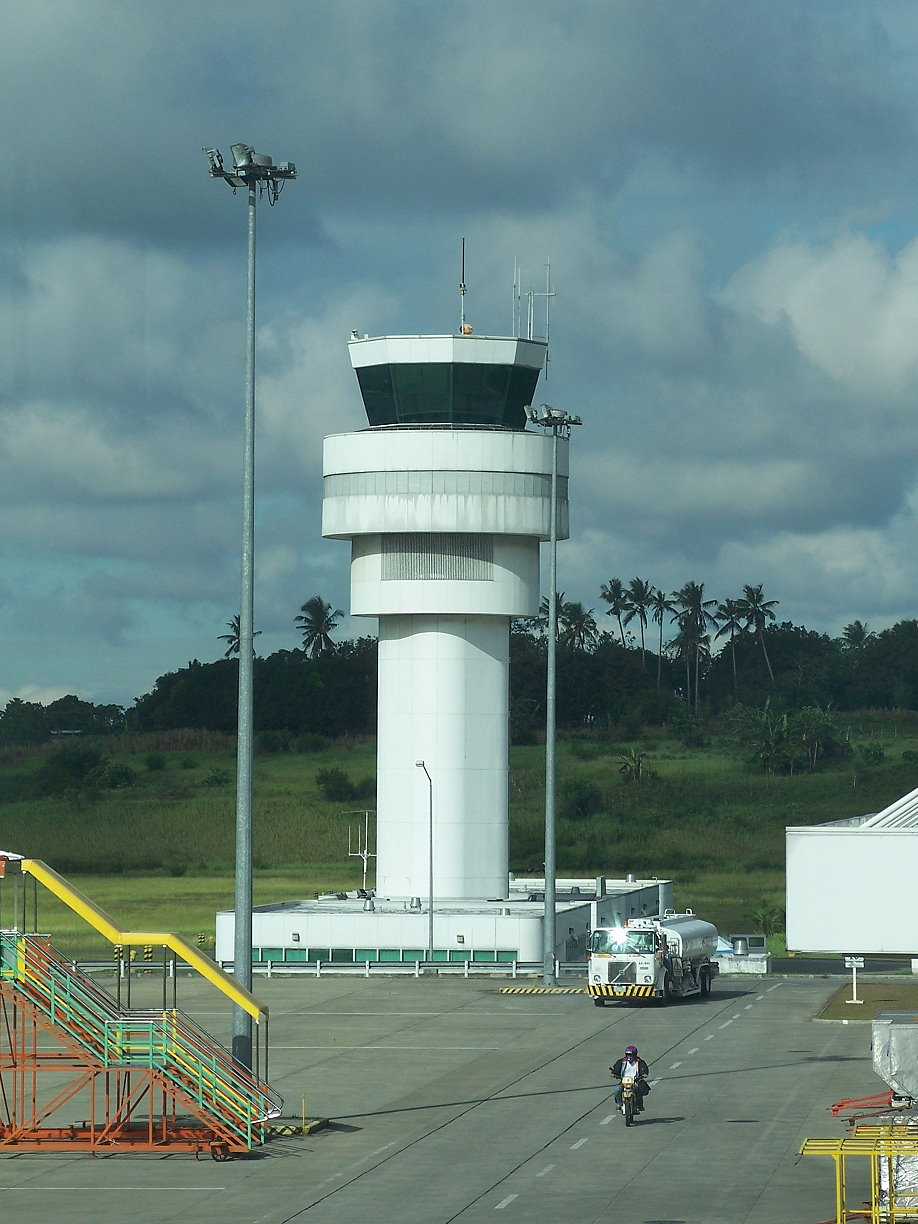
Der Tower des Flughafens von Davao City

| Jahr                                                                                                 | National              | National        | National             | International         | International   | International        |
| Jahr                                                                                                 | Passagier- bewegungen | Luftfracht (kg) | Flugzeug- bewegungen | Passagier- bewegungen | Luftfracht (kg) | Flugzeug- bewegungen |
| --- | --------------------- | --------------- | -------------------- | --------------------- | --------------- | -------------------- |
| 2004                                                                                                 | 854.754               | 32.515.758      | 8.634                | 16.721                | ---             | 230                  |
| 2005                                                                                                 | 1.322.064             | 50.372.167      | 14.112               | 20.635                | ---             | 370                  |
| 2006                                                                                                 | 1.307.635             | 40.753.487      | 12.928               | 46.833                | ---             | 517                  |
| 2007                                                                                                 | 1.502.600             | 45.522.243      | 13.754               | 29.644                | 15.455          | 499                  |
| 2008                                                                                                 | 1.646.347             | 53.287.642      | 15.178               | 43.530                | 14.931          | 409                  |
| 2009                                                                                                 | 1.935.454             | 34.172.210      | 18.746               | 32.496                | 84.429          | 452                  |
| 2010                                                                                                 | 2.207.684             | 40.568.631      | 19.164               | 21.439                | 217.195         | 438                  |
| 2011                                                                                                 | 2.601.285             | 39.714.524      | 22.530               | 27.397                | 55.247          | 522                  |
| 2012                                                                                                 | 2.923.327             | 42.118.391      | 25.460               | 39.916                | 67.392          | 634                  |
| 2013                                                                                                 | 2.773.691             | 49.757.177      | 29.104               | 33.538                | 71.841          | 536                  |
| 2014                                                                                                 | 3.408.663             | 53.714.155      | 22.822               | 43.816                | 76.347          | 694                  |
| 2015                                                                                                 | 3.185.937             | 59.737.244      | 26.058               | 50.974                | 77.062          | 758                  |
| 2016                                                                                                 | 3.462.119             | 53.590.101      | 22.419               | 91.082                | 68.400          | 1.186                |
| 2017                                                                                                 | 4.140.757             | 57.594.657      | 24.777               | 93.910                | 159.342         | 2.399                |
| 2018                                                                                                 | 4.288.408             | 78.824.575      | 27.389               | 147.149               | 145.262         | 1.595                |
| 2019                                                                                                 | 4.299.477             | 66.767.439      | 28.899               | 186.183               | 181.762         | 1.759                |
| 2020*                                                                                                | 946.559               | 33.881.735      | 8.884                | 33.265                | 44.385          | 370                  |
| *Aufgrund der COVID-19-Pandemie fanden von April 2020 bis Mai 2021 keine internationalen Flüge statt |                       |                 |                      |                       |                 |                      |
| 2021*                                                                                                | 561.889               | 30.089.415      | 6.177                | 12.015                | 470.035         | 86                   |
| 2022                                                                                                 | 2.689.261             | 35.166.751      | 18.137               | 83.321                | 934.141         | 1.044                |
| 2023                                                                                                 | 3.714.825             | 44.989.027      | 23.675               | 130.070               | 204.916         | 1.318                |
| 2024                                                                                                 | 3.386.957             | 42.067.658      | 23.760               | 134.716               | 371.869         | 1.088                |

Quelle:

## Unfälle und Zwischenfälle
- Am 2. März 1963 wurde eine Douglas DC-3/C-47B-30-DK der Philippine Airlines (Luftfahrzeugkennzeichen PI-C489) in einer Höhe von 3000 Fuß (910 Metern) in den Berg Boca geflogen, 80 Kilometer südöstlich des Zielflughafens Davao. Bei diesem CFIT (Controlled flight into terrain) wurden alle 27 Insassen getötet, drei Besatzungsmitglieder und 24 Passagiere.[17]

- Am 19. April 2000 stürzte eine Boeing 737-200 der Air Philippines auf dem Flug von Manila nach Davao beim Landeanflug auf den Flughafen ab. Alle 131 Menschen an Bord kamen dabei ums Leben (siehe auch Air-Philippines-Flug 541).[18]

- Am 4. März 2003 explodierte eine Bombe im Wartebereich vor dem alten Terminalgebäude.[19] Dabei starben 21 Menschen und 140 weitere wurden bei der Explosion verletzt. Die islamistische Terrorgruppe Abu Sayyaf bekannte sich zu dem Anschlag.[20]

- In der Nacht des 25. August 2008 stürzte eine C-130 Hercules der Philippine Air Force auf dem Weg nach Iloilo City kurz nach dem Start vom Francisco Bangoy International Airport in den Golf von Davao. Die Maschine sank nach dem Absturz rund 250 Meter tief auf den Grund des Golfs. Neun Besatzungsmitglieder sowie zwei Soldaten der Philippinischen Armee kamen dabei ums Leben.[21]